# وليم جيمس هندرسون
وليم جيمس هندرسون (بالإنجليزية: William James Henderson)‏ (1855 - 1937)؛ صحفي وروائي أمريكي.